# The Animals
The Animals a fost o formație de muzică rock din Anglia, care au devenit și au rămas cunoscuți datorită versiunii proprii a melodiei "The House of the Rising Sun".

## Membrii

### Originali
- Eric Burdon – voce (1963–1968, 1975–1976, 1983)
- Hilton Valentine – chitară, voce de fundal (1963–1966, 1975–1976, 1983; decedat în 2021)
- Chas Chandler – bas, voce (1963–1966, 1975–1976, 1983; decedat în 1996)
- Alan Price – claviaturi, voce de fundal (1963–1965, 1975–1976, 1983)
- John Steel – tobe, percuție (1963–1966, 1975–1976, 1983)

### Animals and Friends
- John Steel – tobe, percuție (1963–1966, 1975–1976, 1983, 1994–prezent)
- Danny Handley – chitară, voce (2009–prezent)
- Barney Williams – claviaturi (2022–prezent)
- Norman Helm – bas, voce (2023–prezent)

### Eric Burdon and The Animals lineup
- Eric Burdon – voce (1963–1968, 1975–1976, 1983, 2016–prezent)
- Davey Allen – claviaturi, voce de fundal (2016–present)
- Dustin Koester – tobe, percuție, voce (2016–prezent)
- Justin Andres – bas, voce (2016–prezent)
- Johnzo West – chitară, voce (2016–prezent)
- Ruben Salinas – saxofon, flaut (2016–prezent)
- Evan Mackey – trombon (2016–prezent)

## Albume Marea Britanie
- The Animals (Octombrie/1964)
- Animal Tracks (Mai/1965)
- Animalisms (Iunie/1966)
- Winds of Change (1967) (de acum Eric Burdon and the New Animals)
- The Twain Shall Meet (1968)
- Love Is (1968)

### Albume SUA
- The Animals (MGM E (Mono)/SE (Stereo)-4264, Septembrie/1964
- The Animals on Tour (MGM E/SE-4281, Martie/1965)
- Animal Tracks (MGM E/SE-4305, Septembrie/1965
- The Best of The Animals (MGM E/SE-4324, Februarie 1966)  (disc de aur])
- Animalization (MGM E/SE-4384, August/1966
- Animalism (MGM E/SE-4414, Decembrie/1966)
- Eric Is Here (MGM E/SE-4433, Martie/1967
- The Best of Eric Burdon and The Animals Vol. II (MGM E/SE-4454, Iunie 1967
- Winds of Change (MGM E/SE-4484, Septembrie 1967
- The Twain Shall Meet (MGM E/SE-4537, Aprilie 1968)
- Every One Of Us (MGM SE-4553, August 1968
- Love Is (2 record set, MGM SE-4591-2, Octombrie 1968
- The Greatest Hits of Eric Burdon and The Animals (MGM SE-4602, Martie 1969)

## Single-uri
| An                        | Titlu                                                                            | Casa de discuri și locul            | Marea Britanie | SUA         |
| The Animals               | The Animals                                                                      | The Animals                         | The Animals    | The Animals |
| ------------------------- | -------------------------------------------------------------------------------- | ----------------------------------- | -------------- | ----------- |
| 1964                      | "Baby Let Me Take You Home"/                                                     |                                     | 21             | -           |
| 1964                      | "Gonna Send You Back to Walker"                                                  | Columbia DB7247 (UK) MGM 13242 (US) | -              | 57          |
| 1964                      | "House of the Rising Sun"* Fața B: "Talkin' 'Bout You"                           | Columbia DB7301 (UK) MGM 13264 (US) | 1              | 1           |
| 1964                      | "I'm Crying" Fața B: "Take It Easy"                                              | Columbia DB7354 (UK) MGM 13274 (US) | 8              | 19          |
| 1964                      | "Boom Boom" Fața B: "Blue Feeling"                                               | MGM 13298 (US)                      | ?              | 43          |
| 1965                      | "Don't Let Me Be Misunderstood" Fața B: "Club A Go-Go"                           | Columbia DB7445 (UK) MGM 13311 (US) | 3              | 15          |
| 1965                      | "Bring It On Home to Me" Fața B: "For Miss Caulker"                              | Columbia DB7539 (UK) MGM 13339 (US) | 7              | 32          |
| 1965                      | "We Gotta Get out of This Place"** Fața B: "I Can't Believe It"                  | Columbia DB7639 (UK) MGM 13382      | 2              | 13          |
| 1965                      | "It's My Life" B-side: "I'm Going To Change The World"                           | Columbia DB7741 (UK) MGM 13414 (US) | 7              | 23          |
| 1966                      | "Inside-Looking Out" UK B-side: "Outcast" SUA Fața B: "You're On My Mind"        | Decca 12332 (UK) MGM 13468 (US)     | 12             | 34          |
| 1966                      | "Don't Bring Me Down" Fața B: "Cheating"                                         | Decca 12407 (UK) MGM 13154 (US)     | 6              | 12          |
| Eric Burdon & The Animals |                                                                                  |                                     |                |             |
| 1966                      | "See See Rider" (2:44 edit) Fața B: "She'll Return It"                           | MGM 13582 (US)                      | -              | 10          |
| 1966                      | "Help Me Girl" UK B-side: "See See Rider" SUA Fața B: "That Ain't Where it's At" | MGM 1481 (UK) MGM 13636 (US)        | 14             | 29          |
| 1967                      | "When I Was Young" Fața B: "A Girl Named Sandoz"                                 | MGM 1340 (UK) MGM 13721 (US)        | 45             | 15          |
| 1967                      | "Good Times" B-side: "Ain't That So"                                             | MGM 1344 (UK)                       | 20             | -           |
| 1967                      | "San Franciscan Nights" UK Fața B: "Gratefully Dead" US B-side: "Good Times"     | MGM 1359 (UK) MGM 13769 (US)        | 7              | 9           |
| 1967                      | "Anything" Fața B: "It's All Meat"                                               | MGM 13917 (US)                      | -              | 80          |
| 1967                      | "Monterey" UK Fața B: "Anything" US B-side: "Ain't That So"                      | MGM 1412 (US) MGM 13868             | -              | 15          |
| 1968                      | "Sky Pilot (Part 1)" Fața B: "Sky Pilot (Part 2)"                                | MGM 1373 (UK) MGM 13939 (US)        | 40             | 14          |
| 1968                      | "White Houses" Fața B: "River Deep, Mountain High"                               | MGM 14013 (US)                      | -              | 67          |
| 1969                      | "Ring of Fire" Fața B: "I'm An Animal"                                           | MGM 1461 (UK)                       | 35             | -           |
| 1969                      | "River Deep, Mountain High" Fața B: "Help Me Girl"                               | MGM 1481 (UK)                       | -              | -           |
| Relansări                 |                                                                                  |                                     |                |             |
| 1972                      | "House of the Rising Sun" Fața B: "Don't Let Me Be Misunderstood" & "I'm Crying" | RAK 1                               | 25             | -           |
| 1982                      | "House of the Rising Sun" Fața B: "We've Gotta Get Out Of This Place"            | RAK 63498                           | 11             | -           |
| The Animals (reuniți)     |                                                                                  |                                     |                |             |
| 1983                      | "The Night" Fața B: "No, John, No"                                               | I.R.S. 9920                         | -              | 48          |